# San Girolamo e il donatore Girolamo Amadi
San Girolamo e il donatore Girolamo Amadi è un'opera, tempera su tavola (49x42 cm), di Piero della Francesca, databile al 1440-1450 circa e conservata nelle Gallerie dell'Accademia di Venezia. La tavola è firmata in basso a sinistra, sul ceppo che regge il crocifisso PETRI DE BÛ[R]GO S[AN]Ĉ[T]I SEPULCRI OPUS.

## Storia
La tavola, nata probabilmente per la devozione privata, viene in genere datata vicino all'analogo San Girolamo penitente, che è del 1450. È stata donata all'Accademia di Venezia da Maria Felicita Bertrand Renier Hellmann, obbedendo alle ultime volontà del marito Bernardino Renier, con legato testamentario nel 1850.
L'opera è stata restaurata dall'Opificio delle Pietre Dure nel 2013 ed esposta nel 2014 ad una mostra al metropolitan Museum di New York.

## Descrizione e stile
Il dipinto mostra san Girolamo nel deserto, con la veste da eremita, mentre attende allo studio di un testo sacro. L'iconografia fonde le due rappresentazioni tradizionali di san Girolamo, quella del penitente nel deserto, vestito di stracci, e quella del "san Girolamo nello studio", diffusa soprattutto nella pittura nordica, al quale Piero allude con i libri, che ricordano la sua attività erudita di traduttore della Bibbia dall'ebraico e dal greco in latino (la Vulgata). La prima versione era legata soprattutto alla devozione popolare come modello di rinuncia ai beni terreni, mentre nella seconda veste Girolamo era il prototipo del dotto umanista.
Accanto al santo è inginocchiato il donatore, Girolamo Amadi, identificato dall'iscrizione sotto di lui (HIER. AMADI AUG. F.). L'incontro è incorniciato dalle linee verticali dell'albero sulla destra e del Crocifisso sul ceppo a sinistra. La croce è collocata obliquamente e più che a un esercizio prospettico si deve pensare a un tentativo di sottolineare la correlazione tra la croce e il santo.
Girolamo Amadi, vestito di una ricca veste rossa e di dimensioni maggiori rispetto a quelle del santo, se si alzasse in piedi (non sono più applicate le proporzioni gerarchiche tra personalità terrene e sacre) sembra fare realmente visita all'eremo di Girolamo, il quale lo ricambia con uno sguardo che sembra palesare un disturbo dovuto all'interruzione dei suoi studi. Un brano di straordinaria qualità pittorica sono le mani del santo, ritratte con estrema precisione di forme e chiaroscuro, mentre sfogliano una pagina del libro che Girolamo tiene tra le ginocchia.
Una certa differenziazione di sfere tra i due personaggi si può apprendere dallo sfondo: il donatore è coperto dalla chioma scura dell'albero, mentre Girolamo ha come sfondo il cielo luminoso, simbolo dell'ispirazione divina. La cittadina dipinta nel paesaggio, ai piedi delle colline potrebbe essere Borgo San Sepolcro, e il castello sulla destra sarebbe quindi la Rocca Medicea. La conformazione così realistica dello spazio deriva dagli studi di Masaccio (si pensi alle colline del Tributo, così lontane dalla tradizione delle rocce scheggiate gotico-bizantina), ma anche dai primi influssi della pittura fiamminga, soprattutto nel cielo che sfuma più chiaro verso l'orizzonte e, in un'altra parte del dipinto, nella cura realistica nei minimi dettagli e nei riflessi luminosi dei libri e delle loro copertine borchiate.